# Truist Center
Das Truist Center (ehemals Hearst Tower) ist ein 201 Meter hohes Hochhaus in Charlotte, North Carolina mit 47 Stockwerken.

## Geschichte
Es wurde am 14. November 2002 eröffnet und ist das zweithöchste Gebäude in Charlotte. Es war im Besitz der Bank of America, aber auch die Hearst Corporation unterhielt Büros im Hearst Tower. Die Baukosten des Gebäudes betrugen ca. 200 Millionen US-Dollar.
Im Juni 2012 verkaufte die Bank of America das Gebäude an Parkway Properties für 250 Millionen Dollar. Am 12. Juni 2019 wurde bekannt, dass Truist Financial, eine Bankholdinggesellschaft, die aus der Fusion von BB&T und SunTrust Banks entstand, den Hearst Tower als künftigen neuen Unternehmenssitz auswählte. Am 11. Dezember 2019 gab Truist Financial bekannt, dass es seine Option zum Kauf des Gebäudes von Cousins Properties für den Preis von 455,5 Millionen Dollar offiziell ausübte und das Hochhaus in Truist Center umbenannte. In diesem Zusammenhang wurde das Logo von Truist am Gebäude angebracht.

## Galerie

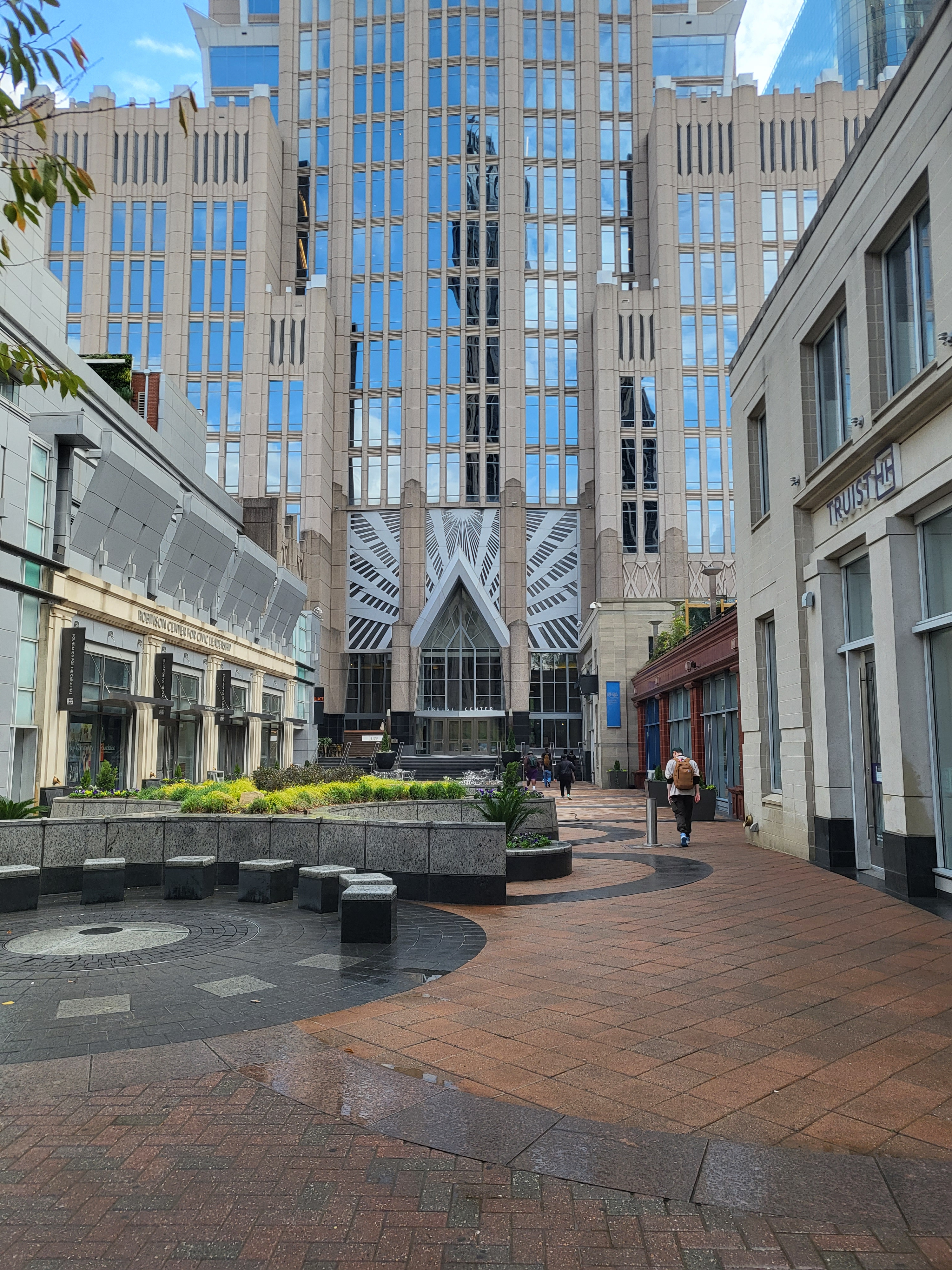
Eingangsbereich
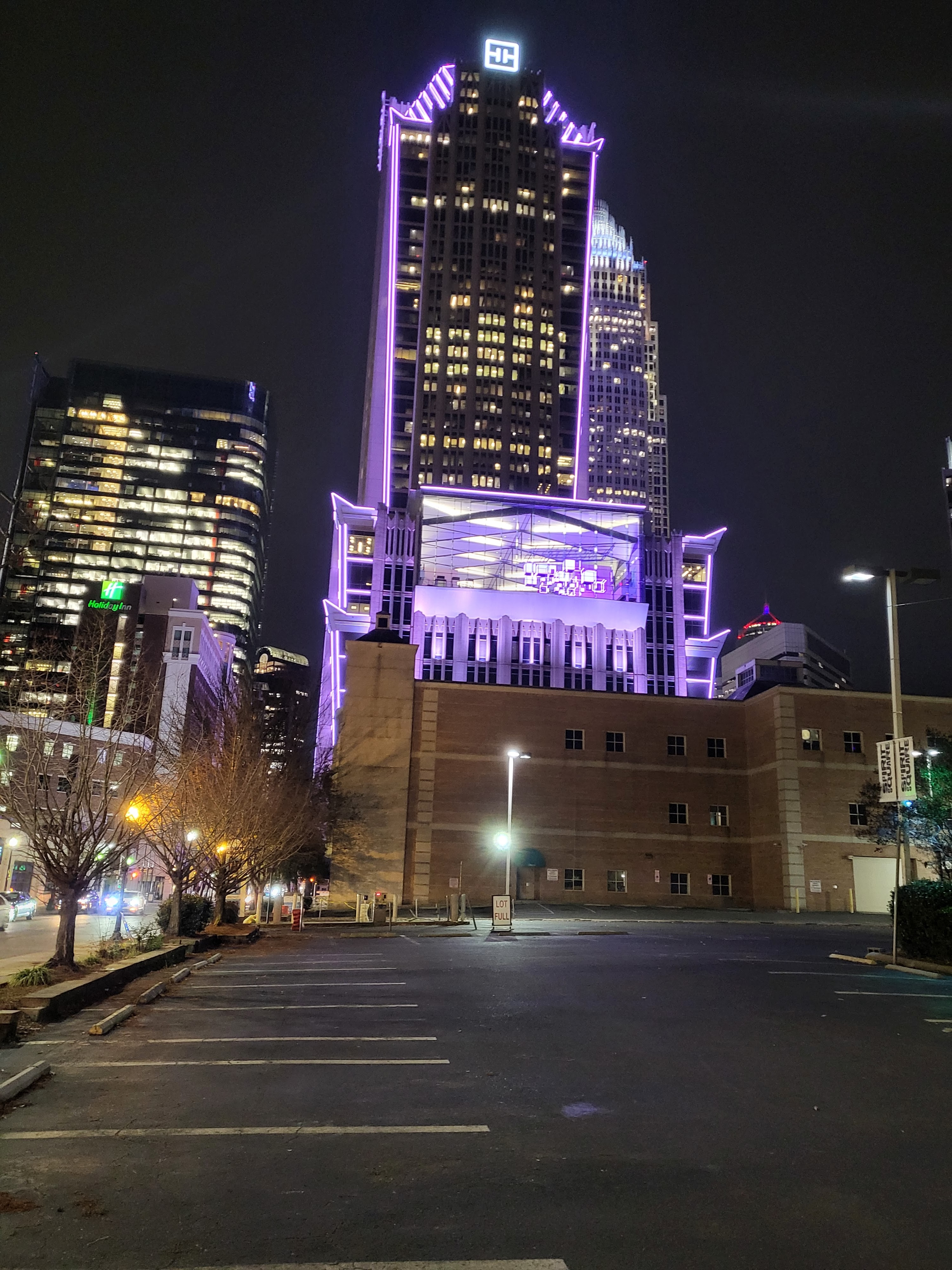
Das Truist Center bei Nacht, erkennbar das Firmenlogo von Truist